# A Weekend in the City
A Weekend in the City – drugi album zespołu Bloc Party. Został wydany 5 lutego 2007 roku nakładem wytwórni Vice Records.

## Lista utworów
1. "Song for Clay (Disappear Here)" – 4:49
2. "Hunting for Witches" – 3:31
3. "Waiting for the 7:18" – 4:17
4. "The Prayer" – 3:45
5. "Uniform" – 5:32
6. "On" – 4:46
7. "Where Is Home?" – 4:54
8. "Kreuzberg" – 5:27
9. "I Still Remember" – 4:23
10. "Sunday" – 4:59
11. "SRXT" – 4:51